# HUD (videojuegos)

Ejemplo de HUD del juego World of Warcraft.

En los videojuegos, se llama HUD (Head-Up Display o Visualización head-up, también conocido como barra de estado) a la información que en todo momento se muestra en pantalla durante la partida, generalmente en forma de iconos y números. El HUD suele mostrar el número de vidas, puntos, nivel de salud y armadura, minimapa, y otros, dependiendo del juego.

## Historia
El HUD es tan antiguo como los videojuegos. Los primeros HUD mostraban simplemente datos simples como:
- Número de vidas restantes.
- Puntos obtenidos.
- Tiempo restante para completar el nivel.
- Objetos conseguidos, etc.

Con el paso del tiempo, el HUD fue evolucionando. Las nuevas tecnologías y la evolución de los videojuegos cambió drásticamente el HUD haciendo que comenzara a dividirse por el tipo de juego que use un HUD. Por ejemplo:
- Los FPS usan un HUD que muestra la ubicación del objetivo, un radar, los puntos de vida, los puntos de escudo, el arma en uso, las municiones restantes, las recargas, las granadas, la mira donde apunta el arma y un sistema de daño que indica por marcas en la visión del jugador por donde recibe daño y la gravedad del daño. El HUD puede variar en elementos.

Hoy en día, todos los videojuegos usan un tipo de HUD que se adapta al juego en si. Generalmente, el HUD tiene un diseño distinto que va de acuerdo con el juego. Así, en Halo el HUD adquiere un característico tono azul y en Saints Row usa diseños con un borde en forma de grafiti.

## Diseño
El HUD debe ser diseñado para no entorpecer el juego y brindar al jugador en todo momento la información de juego necesaria. Con el paso del tiempo, se ha comprobado que la mejor zona para colocar el HUD es las esquinas o bordes de la pantalla, lo que permite al jugador acceder a la información necesaria con solo mover un ojo.
Normalmente esta información se representa numéricamente, con el nivel de salud en números desde 0 % a 100 %: 100 % en representación de toda la salud y 0 % representa la ausencia de la salud o la inhabilidad de continuar jugando con el personaje afectado. Sin embargo, se pueden utilizar muchos otros métodos de representación visual. Por ejemplo, ciertos juegos utilizan una barra de salud que se vacía cuando el jugador inflige daño como Tekken, Street Fighter y muchos otros.
Los niveles de armadura también son monitoreados comúnmente, ya sea, a través de una lectura separada, o como parte del sistema de salud. Por ejemplo, la serie de videojuegos Halo utiliza una barra de escudo de recarga, que actúa como el nivel de salud. Cuando se agota el jugador solo puede recibir un par de golpes más antes de quedar fuera de juego. Lo mismo ocurre en Destroy All Humans!, pero en la forma de los escudos de Cripto. Tradicionalmente, los juegos utilizan para representar la vida para representar la salud y su perdida generada cuando el personaje principal se lesiona hace perder uno de esas vidas limitadas. Otra forma de ver la vida en el HUD se demuestra en Gears of War, donde se muestra la vida de personajes solo cuando se recibe daño, en cuyo caso, una pieza de color rojo conocida como el Augurio carmesí aparece en el centro de la pantalla. Cuanto más visible sea el Augurio carmesí más daño se ha sufrido y más cerca se está de quedar inhabilitado para continuar en la partida. Este sistema de salud se conoce como el sistema del «Anillo Rojo» .
También hay una gran cantidad de variación en cuanto a la presentación de la información. Algunos juegos presentan permanentemente todas las armas de un personaje, otros se basan en un selector de arma. El Inventario o espacio de almacenamiento también puede ser superpuesta permanentemente sobre la pantalla, o acceder a través de un menú. Por otra parte, solo un número limitado de elementos almacenados en el inventario es posible que aparezca a la vez, con el resto ocultos hasta poder usarse o ser usado.
Con el fin de mantener la suspensión de la incredulidad, algunos juegos hacen que el HUD parezca un verdadero HUD en el contexto del mundo del juego. Muchos de los juegos de simulación de vehículos en primera persona el uso de esta técnica, que muestra los instrumentos y pantallas que se espera que el conductor del vehículo vea. Las pantallas en el casco en primera persona del juego de aventuras Metroid Prime o Star Wars: Republic Commando también imitan el punto de vista del jugador. Un método similar se utiliza en Ghost Recon Tom Clancy Advanced Warfighter y Crysis. En algunos de estos casos el jugador y el personaje que está dentro del juego ven la misma información del HUD en la misma manera. El término HMD (siglas en inglés de visualización montada en casco) sería técnicamente más precisa para esto. Esto no debe ser confundido con la visualización head-up.
Algunos juegos ofrecen al jugador una opción para ocultar parte o la totalidad del HUD. Esto se utiliza generalmente para crear capturas de pantalla y vídeos que buscan pantallas más limpias, que puede ser esencial para la producción de machinima. Algunos juegos como Pac -Man World y Super Mario Galaxy 2, aun mantienen los elementos del HUD fuera de la pantalla sin ninguna opción. Cuando se utiliza este método, que sólo aparecerán cuando se ven afectados . En algunos juegos, que temporalmente se pueden mostrar a la vez con sólo pulsar un botón. En los juegos que no se utilice este método, la única manera de mostrar a la vez es haciendo una pausa en el juego.
En la serie MechWarrior de juegos , la pantalla HUD es ligeramente diferente. La pantalla de la armadura está en la esquina inferior derecha, con la opción de mostrar en forma de barras o como un diagrama de alambre del jugador. La pantalla del enemigo se encuentra en la esquina inferior derecha , y es muy similar a la pantalla de la armadura . La pantalla del radar se encuentra en la esquina superior izquierda en MechWarrior 2 y 3 , y en el centro inferior de la pantalla en MechWarrior 4 . Una interfaz adicional, ya sea en la esquina superior derecha de la pantalla o se puede esclavizar a un menú pop -up, permite el control de lancemates o starmates ( conceptualmente similares a wingmen ) del jugador.
En la serie de Nintendo Mario Kart, el HUD cambia con cada nuevo juego que la serie avanzaba. El HUD en Super Mario Kart incluye el número total de monedas recogidas durante la carrera, el número de karts restantes , el tiempo total que el jugador ha tomado en cada pista, la ventana del artículo para el almacenamiento de power- ups, y la posición actual del jugador que va de primero a octavo. Para Mario Kart 64, el HUD añade algunos cambios nuevos, incluyendo el mapa de la carrera, los cuatro primeros pilotos y el número de vueltas necesarias para terminar la carrera. Esta sigue siendo la misma hasta que Mario Kart: Double Dash, donde el contador de posición ahora está situado en la esquina superior izquierda y el contador de vueltas en la parte inferior - izquierdo ! . Además, el velocímetro muestra la rapidez con los karts van durante la carrera y se encuentra en la esquina inferior derecha y, además , también tiene un temporizador de cuenta atrás previa a la carrera en el centro de la pantalla. Cuando eso viene arriba, se le dice al jugador cuando la carrera puede comenzar. Para las entregas de mano Mario Kart DS y Mario Kart 7 , la pantalla táctil muestra el mapa de la tabla de posición y curso, mientras que la pantalla superior muestra la carrera en sí . Mario Kart 7 también tiene una perspectiva en primera persona alterna, donde la atención se centra en el volante del jugador. Para Mario Kart Wii y Mario Kart 8, la tabla de posiciones añade cuatro nuevas plazas : noveno hasta el duodécimo . El color cambia de posición durante las carreras en cada juego de la serie a excepción de Super Mario Kart .
Algunos juegos ofrecen a los jugadores un amplio control sobre su HUD , como la posición de personalización , el tamaño , el color y la opacidad. World of Warcraft es notable por permitir a los jugadores modificar significativamente y mejorar la interfaz de usuario a través de Lua scripting.
A pesar del dominio moderno de los gráficos 3D en los juegos, HUD se representan a menudo con un look 2D , a menudo usando sprites .